# SATB
SATB — це акронім, який описує партитуру композицій для хорів або консортів інструментів. Ініціали позначають типи голосу: S — сопрано, A — альт, T — тенор і B — бас. Це також може описати тип хору, який виконує музику SATB.

## Хорова музика
Чотириголосна гармонія з використанням сопрано, альта, тенора та басу є поширеною партитурою в класичній музиці, включаючи хорали та більшість кантат Баха.
Букви абревіатури також використовуються видавцями для опису різних партитур для солістів і хорів, не лише чотириголосної гармонії. Наприклад, перелік «STB solos, SATB choir» в Wachet auf, ruft uns die Stimme Баха, вказує на те, що для виконання потрібно три солісти (сопрано, тенор і бас), а також хор із чотирьох частин. Термін «SATB/SATB» використовується, коли потрібен подвійний хор, як у «Польському реквіємі» Пендерецького. SSATB, з розділеними партіями сопрано, є типовою партитурою в англійській церковній музиці :322. Партитура Меси сі мінор Баха містить партії для солістів SSATB і восьмиголосого хору SSAATTBB, а також має хорові частини для SATB, SSATB, SSATBB і SATB/SATB, арії для окремих солістів, і дуети для SS, ST і SA :299.
Видавці використовували в абревіатурах і інші літери, однак з меншою послідовністю: наприклад, «Tr» для високих голосів (хлопчачий сопрано), «Mz» для меццо-сопрано, «Ba», «Bar» або «Bari» для баритону, «C» для контральто і «Ct» для контртенора. «SATB div.» вказує на те, що частини іноді розділяються (divisi) під час твору, часто залишаючись на тому ж самому нотному стані.

## Позначення
Коли партії сопрано й альта показано на одному нотному стані, усі штилі для сопрано підіймаються вгору, а всі для альта опускаються. Подібним чином, коли тенор і бас нотуються разом, верхній голос позначається штилями вгору, і обидва голоси записуються басовим ключем, тоді як тенор зазвичай записується скрипковим ключем із позначкою на октаву вниз.
| Голос       | Ключ            | Штиль |
| ----------- | --------------- | ----- |
| сопрано (S) | скрипковий ключ | вгору |
| альт (A)    | скрипковий ключ | вниз  |
| тенор (T)   | басовий ключ    | вгору |
| бас (B)     | басовий ключ    | вниз  |